# Jeremy Bernstein
Pour les articles homonymes, voir Bernstein.
Jeremy Bernstein (né le 31 décembre 1929 à Rochester) est un physicien théoricien, un essayiste scientifique et un historien de la physique américain.

## Biographie
Jeremy Bernstein est né le 31 décembre 1929 à Rochester dans l'État de New York, aux États-Unis. Ses parents l'ont nommé en l'honneur du personnage biblique Jérémie, sujet de la thèse de mastère de son père. Philip S. Bernstein est un rabbin réformiste qui provient d'une famille qui a immigré de Lituanie, alors que sa mère Sophie Rubin est une juive d'origine russe. Pendant la Seconde Guerre mondiale, la famille déménage à New York, où son père devient le chef de tous les chapelains des forces armées américaines.
Bernstein étudie à l'université Harvard, où il obtient son baccalauréat en 1951, son mastère en sciences en 1953 et son Ph.D. en 1955 sur les propriétés électromagnétiques du deutérium sous la supervision du physicien Julian Schwinger. Par la suite, il travaille sur les particules élémentaires et la cosmologie. Après un été au Laboratoire national de Los Alamos, il obtient un poste à l’Institute for Advanced Study,. En 1962, il travaille dans une faculté de l'université de New York. En 1967, il est nommé professeur de physique à l'institut de technologie Stevens, poste qu'il occupe jusqu'en 2013 au plus tard. Lorsqu'il prend sa retraite, il y est professeur émérite. Il a aussi occupé des postes temporaires au Laboratoire national de Brookhaven, au CERN, à l'université d'Oxford et l'École polytechnique en France.
Membre de l'équipe de rédaction du magazine The New Yorker de 1961 à 1995, Jeremy Bernstein a écrit plusieurs dizaines d'articles. Il a aussi régulièrement écrit pour The Atlantic Monthly, The New York Review of Books et Scientific American. Bernstein est surtout connu pour ses ouvrages de vulgarisation et ses courtes biographies de scientifiques. Il a rédigé plus de trente livres, surtout des ouvrages de vulgarisation de la physique ou des biographies. Celles de physiciens, notamment Robert Oppenheimer, Hans Bethe et Albert Einstein, s'appuient sur des échanges personnels. Il a publié son autobiographie, The Life It Brings, en 1986.
Bernstein est récipiendaire du Joseph A. Burton Forum Award de l’American Physical Society  pour « ses importantes contributions à la compréhension publique de la physique des politiques nucléaires et pour ses élégantes et subtiles explications de la science moderne dans ses livres et articles depuis plusieurs décennies,. » Il a reçu d'autres prix, toujours en lien avec ses publications.

## Publications
- (en) Jeremy Bernstein, A Comprehensible World : on Modern Science and Its Origins, Random House, 1967, 269 p. (ISBN 978-1-114-28818-8)
- (en) Jeremy Bernstein, Elementary Particles and Their Currents, W.H.Freeman & Co, août 1968, 322 p. (ISBN 978-0-7167-0324-2)
- (en) Charles Angoff (dir.), Jeremy Bernstein, Gerald Feinberg, Henry B. Hass et A. K. Bose, Science and the human imagination : Albert Einstein : papers and discussions, Rutherford N.J., Fairleigh Dickinson University Press, 1978, 94 p.
- (en) Jeremy Bernstein, The analytical engine : computers, past, present, and future, New York, William Morrow & Co, avril 1981, 131 p. (ISBN 978-0-688-00488-0)
  - Traduit en français : Jeremy Bernstein (trad. Claude Roux), Les Ordinateurs : réalités d'aujourd'hui et perspectives, Paris, Dunod, coll. « Poche » (no 28), 1970
- (en) Jeremy Bernstein, Experiencing science, New York, Basic Books, juin 1978, 275 p. (ISBN 978-0-465-02185-7)
- (en) Jeremy Bernstein, Hans Bethe, Prophet of Energy, Basic Books, 9 décembre 1980, 224 p. (ISBN 978-0-465-02903-7)
  - Traduit en allemand : (de) Jeremy Bernstein, Prophet der Energie, Hans Bethe, Stuttgart, S. Hirzel Verlag, 1988, 159 p. (ISBN 978-3-7776-0442-8)
- (en) Jeremy Bernstein, Science observed : essays out of my mind, Basic Books, 1982, 376 p. (présentation en ligne)
- (en) Jeremy Bernstein, Three degrees above zero : Bell Labs in the information age, New York, Signet, 3 juin 1986, 254 p. (ISBN 978-0-451-62529-8)
- (en) Jeremy Bernstein (dir.) et Gerald Feinberg (dir.), Cosmological constants : papers in modern cosmology, New York, Columbia University Press, juillet 1986, 328 p. (ISBN 978-0-231-06376-0, présentation en ligne)
- (en) Jeremy Bernstein, The Life It Brings : One Physicist's Beginnings, Houghton Mifflin, 1er mars 1987, 171 p. (ISBN 978-0-89919-470-7) Autobiographie.
- (en) Jeremy Bernstein, Mountain passages, Lincoln, Touchstone Books, octobre 1989, 288 p. (ISBN 978-0-671-68276-7, présentation en ligne)
- (en) Jeremy Bernstein, The tenth dimension : an informal history of high-energy physics, McGraw-Hill, novembre 1989, 164 p. (ISBN 978-0-07-005017-4)
- (en) Jeremy Bernstein, Quantum Profiles, Princeton University Press, 1er novembre 1990, 192 p. (ISBN 978-0-691-08725-2, présentation en ligne)
- (en) Jeremy Bernstein, In the Himalayas: Journeys through Nepal, Tibet, and Bhutan, Lyons Press, 1er avril 1996 (ISBN 978-1-85310-766-5)
- (en) Jeremy Bernstein, A Theory for Everything, Copernicus, 4 septembre 1996, 320 p. (ISBN 978-0-387-94700-6)
- (en) Jeremy Bernstein, Cranks, Quarks, and the Cosmos : Writings on Science, Oxford University Press, octobre 1997, 230 p. (ISBN 978-0-19-288043-7)
- (en) Jeremy Bernstein, Albert Einstein and the Frontiers of Physics, New York, Oxford University Press, 27 novembre 1997, 189 p. (ISBN 978-0-19-512029-5, présentation en ligne)
- (en) Jeremy Bernstein, An Introduction to Cosmology, Pearson P T R, 15 janvier 1998, 212 p. (ISBN 978-0-13-905548-5)
- (en) Jeremy Bernstein, Dawning of the Raj : The Life and Trials of Warren Hastings, Ivan R. Dee, 20 mars 2000, 335 p. (ISBN 978-1-56663-281-2)
- (en) Jeremy Bernstein, Paul M. Fishbane et Stephen G. Gasiorowicz, Modern physics, Benjamin Cummings, 3 avril 2000, 624 p. (ISBN 978-0-13-955311-0)
- (en) Jeremy Bernstein, Hitler's Uranium Club: The Secret Recordings at Farm Hall, New York, Springer-Verlag, 2000, 457 p. (ISBN 978-1-56396-258-5)
- (en) Jeremy Bernstein, The Merely Personal : Observations on Science and Scientists, Ivan R. Dee, 6 février 2001, 256 p. (ISBN 978-1-56663-344-4)
- (en) Jeremy Bernstein, The Wildest Dreams of Kew : A Profile of Nepal, Pilgrims Publishing, 1er juin 2002, 186 p. (ISBN 978-81-7303-109-0)
- (en) Jeremy Bernstein, Kinetic Theory in the Expanding Universe, Cambridge University Press, coll. « Cambridge Monographs on Mathematical Physics », 19 août 2004, 160 p. (ISBN 978-0-521-60746-9, lire en ligne)
- (en) Jeremy Bernstein, The Elusive Neutrino, University Press of the Pacific, 20 août 2004, 88 p. (ISBN 978-1-4102-1582-6)
- (en) Jeremy Bernstein, Oppenheimer: Portrait of an Enigma, Ivan R. Dee, 4 août 2005, 223 p. (ISBN 978-1-56663-666-7, présentation en ligne)
- (en) Jeremy Bernstein, Secrets of the Old One: Einstein, 1905, Copernicus, 1er décembre 2005, 200 p. (ISBN 978-0-387-26005-1)
- (en) Jeremy Bernstein, Plutonium: A History of the World’s Most Dangerous Element, Joseph Henry Press, 1er avril 2007, 194 p. (ISBN 978-0-309-10296-4)
- (en) Jeremy Bernstein, Physicists on Wall Street and Other Essays on Science and Society, Springer, 19 août 2008, 194 p. (ISBN 978-0-387-76505-1)
- (en) Jeremy Bernstein, Quantum Leaps, Harvard University Press, 2009, 240 p. (ISBN 978-0-674-06014-2, présentation en ligne)
- (en) Jeremy Bernstein, Nuclear Weapons : What You Need to Know, Cambridge University Press, février 2010, 316 p. (ISBN 978-0-521-12637-3, présentation en ligne)
- (en) Jeremy Bernstein, A Palette of Particles, Harvard University Press, mars 2013, 224 p. (ISBN 978-0-674-07251-0, présentation en ligne)

### Citations originales
1. ↑  (en) « his important contributions to public understanding of the physics of nuclear policy and for his graceful and subtle explanations of modern science in his books and articles over many decades. »